# Сборная Украины по мини-футболу среди студентов
Сборная Украины по мини-футболу среди студентов представляет Украину на студенческих международных соревнованиях по мини-футболу с 1994 года. Команда трижды становилась чемпионом мира среди студентов (1998, 2004, 2012), а также становилась серебряным (2008) и бронзовым (1996, 2002, 2006) призёром мирового первенства.

## История

### Создание сборной
Студенческая сборная Украины по мини-футболу впервые приняла участие в международных официальных соревнованиях в 1994 году, на чемпионате мира среди студенческих команд на Кипре. В групповом этапе украинцы одержали победы над сборными Алжира, Кипра и Бразилии. В четвертьфинале Украина уступает сборной Бельгии по пенальти. В матчах за 5-8 место украинские студенты одерживают победу над португальцами и бразильцами. По итогам турнира сборная Украины забивает наибольшее количество мячей — 40. Среди игроков по мнению специалистов и прессы выделялись вратарь Александр Кондратенко, полевые игроки Тарас Вонярха, Андрей Суббота, Андрей Ярко, Виталий Чернышов, братья Усаковские.
В 1996 году сборная Украины занимает третье место на чемпионате мира среди студентов, проходившем в Финляндии. Главным тренером команды являлся Геннадий Лисенчук, тренером — Валерий Водян. В групповом турнире украинцы одержали победу над сборными Кипра и Италии, а также сыграли в ничью с югославами. В полуфинале Украина уступает сборной России (2:3), а в матче за третье место обыгрывает сборную Португалии (9:5).

### Чемпионство 1998 и 2004 года
В 1998 году студенченская сборная Украины одерживает победу на чемпионате мира среди студентов, проходящем в Португалии. Финальный матч закончился победой сборной Украины над сборной России со счётом 3:2, а решающий мяч в дополнительное время забил Рамис Мансуров. Руководили сборной главный тренер Геннадий Лисенчук, тренеры Валерий Водян и Сергей Бутенко, начальник команды Сергей Лисенчук. Чемпионские золотые медали получили вратари Василий Сухомлинов и Владислав Корнеев, полевые игроки Тарас Вонярха, Александр Косенко, Игорь Москвичев, Сергей Коридзе, Николай Костенко, Георгий Мельников, Александр Кабаненко, Александр Москалюк, Рамис Мансуров, Семён Машьянов.
В 2002 году сборная Украины завоёвывает третье место на чемпионате мира среди студентов.
2004 год приносит украинской сборной очередное золото чемпионата мира по мини-футболу среди студентов. Под руководством Геннадия Лисенчука золотые медали завоевали Константин Власенко, Алексей Клепиков, Валерий Замятин, Игорь Краевский, Дмитрий Кузьмин, Артем Ковалев, Василий Сухомлинов, Михаил Романов, Евгений Рогачёв, Виталий Брунько, Олег Шайтанов, Александр Севериненко и Виталий Нестерук.
В 2008 году украинские студенты занимают второе место на чемпионате мира в Словении. Призёрами стали Дмитрий Литвиненко, Кирилл Ципун, Михаил Романов, Романа Вахула, Дмитрий Сорокин, Дмитрий Сильченко, Сергей Зинченко, Евгений Рогачёв, Александр Сорокин, Вадим Иванов, Сергей Журба. Главный тренер — Геннадий Лисенчук, тренеры — Владимир Залойло и Роман Ковальчик.
В 2010 году сборная Украины останавливается в шаге от пьедестала чемпионата мира среди студентов, проиграв в матче за третье место сборной Сербии. Тренировали команду Геннадий Лисенчук, Владимир Залойло и Евгений Рывкин.

### Победа харьковского «Локомотива» в 2008 году
2012 год в третий раз в истории приносит студенческой сборной золотые медали студенческого чемпионата мира. Чемпионами стала команда, полностью состоявшая из игроков вице-чемпиона Украины харьковского «Локомотива», представляющего Южную железную дорогу: Дмитрий Литвиненко, Максим Лысенко, Дмитрий и Евгении Клочко, Дмитрий Камеко, Александр и Дмитрий Сорокин, Дмитрий Федорченко, Сергей Журба, Николай Белоцерковец, Александр Серый и Виктор Кравцов. Лучшим игроком турнира признан Дмитрий Литвиненко, открытием чемпионата — Евгений Серый. Главным тренером команды оставался Геннадий Лисенчук, возглавлявший главную мини-футбольную сборную страны, которому помогали Евгений Рывкин и Павел Пикалов, тренеры «Локомотива». 
Выступление команды на чемпионате мира среди студентов 2014 года стало исключительно неудачным: команда заняла лишь девятое место.

## Турнирные достижения
Чемпионат мира по мини-футболу среди студентов:
- 1994 — 5-е место
- 1996 — 3-е место
- 1998 — 1-е место
- 2000 — ?
- 2002 — 3-е место
- 2004 — 1-е место
- 2006 — 3-е место
- 2008 — 2-е место
- 2010 — 4-е место
- 2012 — 1-е место
- 2014 — 9-е место
- 2016 — ?